# Zsuzsanna Laky
Zsuzsanna Laky (Nagykanizsa, 17 aprile 1984) è una modella ungherese, vincitrice del titolo di Miss Europa 2003.

## Biografia
Dopo aver vinto nel 2000 il concorso Miss Zara, Zsuzsanna Laky ha avuto la possibilità di partecipare al concorso di bellezza nazionale Miss Ungheria dove si classifica al secondo posto. Nel 2002 la Laky rappresenta il proprio paese a Miss Europa, concorso che si svolge a Nogent-sur-Marne in Francia, dove viene incoronata vincitrice. Zsuzsanna Laky è la seconda donna ungherese a vincere il titolo, dopo Böske Simon che lo vinse nel 1929.